# António Ribeiro dos Reis
António Ribeiro dos Reis ComA • GCM (1896 - 1961) foi um militar, jogador de futebol, dirigente e jornalista desportivo português. Na carreira militar passou à reserva em 1950 com a patente de Tenente-Coronel. Em sua homenagem foi dado o seu nome a uma competição portuguesa de futebol, a Taça Ribeiro dos Reis, disputada de 1961 a 1971.

## Biografia
Ribeiro dos Reis começou a jogar futebol na Casa Pia de Lisboa e no Liceu Pedro Nunes, fazendo parte da equipa deste. Em 1913 ingressa no Sport Lisboa e Benfica e no ano seguinte encontra-se já na equipa de primeiras categorias do clube das águias, onde permanecerá até terminar a carreira de futebolista em 1925. Permanece ligado ao Benfica (que lhe atribuiu a Águia de Ouro), agora como dirigente, ocupando cargos como vice-presidente, capitão-geral e presidente da Assembleia Geral. É nesta última posição que apoia a ascensão de Joaquim Ferreira Bogalho à presidência do clube, em 1952, e impulsiona o processo de recolha de fundos e construção do primeiro Estádio da Luz.
Apesar de o Benfica ter sido o único clube que treinou, participou, ainda como jogador, na orientação da selecção nacional de futebol (de que fizera parte no primeiro jogo com a Espanha, em 1921). No ano de 1925, torna-se o primeiro a assumir as funções de seleccionador único, permanecendo no lugar até ao ano seguinte. Em 1934, regressa para dirigir a equipa portuguesa na primeira eliminatória para um Campeonato do Mundo, disputada com a Espanha, que sai vencedora em Madrid por 9-0. Mais tarde, orientaria a selecção militar portuguesa.
Iniciando a sua carreira jornalística em "O Sport de Lisboa", em 1914, Ribeiro dos Reis colaboraria com Os Sports até fundar em 1945, juntamente com Cândido de Oliveira e Vicente de Melo, o então bissemanário jornal "A Bola". Além de ser um dos redactores principais, foi director do jornal entre 1951 e 1961. Tornou-se uma referência do jornalismo desportivo português pela sua objectividade e conhecimento profundo das regras do futebol.
A 5 de Outubro de 1926 foi feito Cavaleiro da Ordem Militar de São Bento de Avis, tendo sido elevado a Comendador da mesma Ordem a 3 de Dezembro de 1946, e a 27 de Janeiro de 1995 foi agraciado a título póstumo com a Grã-Cruz da Ordem do Mérito.
Uma biografia de Ribeiro dos Reis (Caminho, 2004) foi escrita por Astregildo Silva.